# Alexanderson-alternator

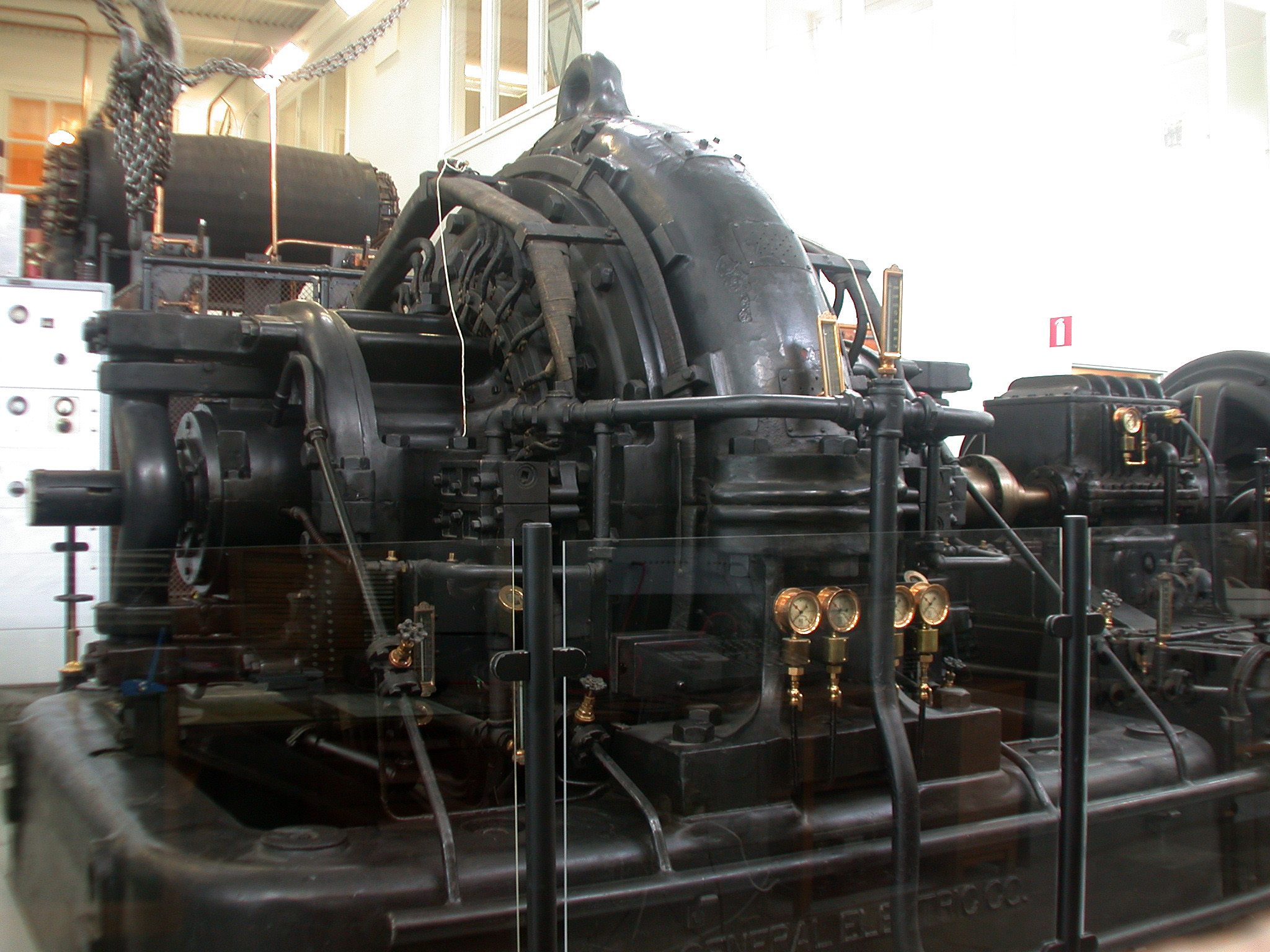
Alexanderson-alternator in Grimeton

Een alexanderson-alternator is een wisselstroomgenerator (alternator) met hoge frequentie voor langegolf-radiotelegrafie. Het is een ronddraaiende machine die voor het genereren van hoogfrequente wisselstroom werd uitgevonden: tot 100 kHz, voor radiotelegrafieverbindingen. Zijn naam ontleent het apparaat aan zijn uitvinder, Ernst Alexanderson. Dit type zender wordt ook wel machinezender genoemd.
De alexanderson-alternator werd uitgebreid gebruikt voor langegolf-radiotelegrafieverbindingen door kustposten, maar was te groot en te zwaar om op schepen te worden geïnstalleerd. 
Tot de uitvinding van vacuümbuis in de jaren 1920 was de alexanderson-alternator een belangrijke hoogvermogen-radiotelegrafiezender. Met dit apparaat als basis heeft Alexanderson veel meer ontdekkingen kunnen doen, zoals het beter uitzenden van radio en televisie. Onder andere het Nederlandse zendstation Radio Kootwijk maakte in het begin gebruik van de alternator van de firma Telefunken, voordat het op kortegolfzenden overging.
De laatst resterende operationele alexanderson-alternator staat bij het Radiostation Varberg in het Zweedse Grimeton. Ieder jaar op 24 december om 08.00 UTC en om 08.30 UTC, zendt het radiostation op de frequentie 17,2 kHz een kerstwens uit in morsecode.

## Bediening van de machinezender
Het in werking stellen van de machinezender is een langdurige en precieze klus. Het opstarten geschiedt in etappes en wordt door drie mensen uitgevoerd. Voordat de inductiemotor, die de hoogfrequentgenerator aandrijft, wordt gestart, moeten er eerst diverse controlewerkzaamheden worden uitgevoerd; zoals de smering van de lagers en de koeling. Het draaiende gedeelte, inductiemotor (711,3 toeren per minuut), versnellingsbak en de hoogfrequentgenerator (2115 toeren per minuut), is zwaar en bereikt uiteindelijk een grote omwentelingssnelheid. 
Ieder onopgemerkt defect kan tot verwoesting van de installatie leiden. Tijdens het opstarten worden de spanning-, stroom- en drukmeters op het bedieningspaneel bewaakt, waarbij de frequentiemeter boven op de bedieningskasten de gewenste frequentie moet gaan aangeven.

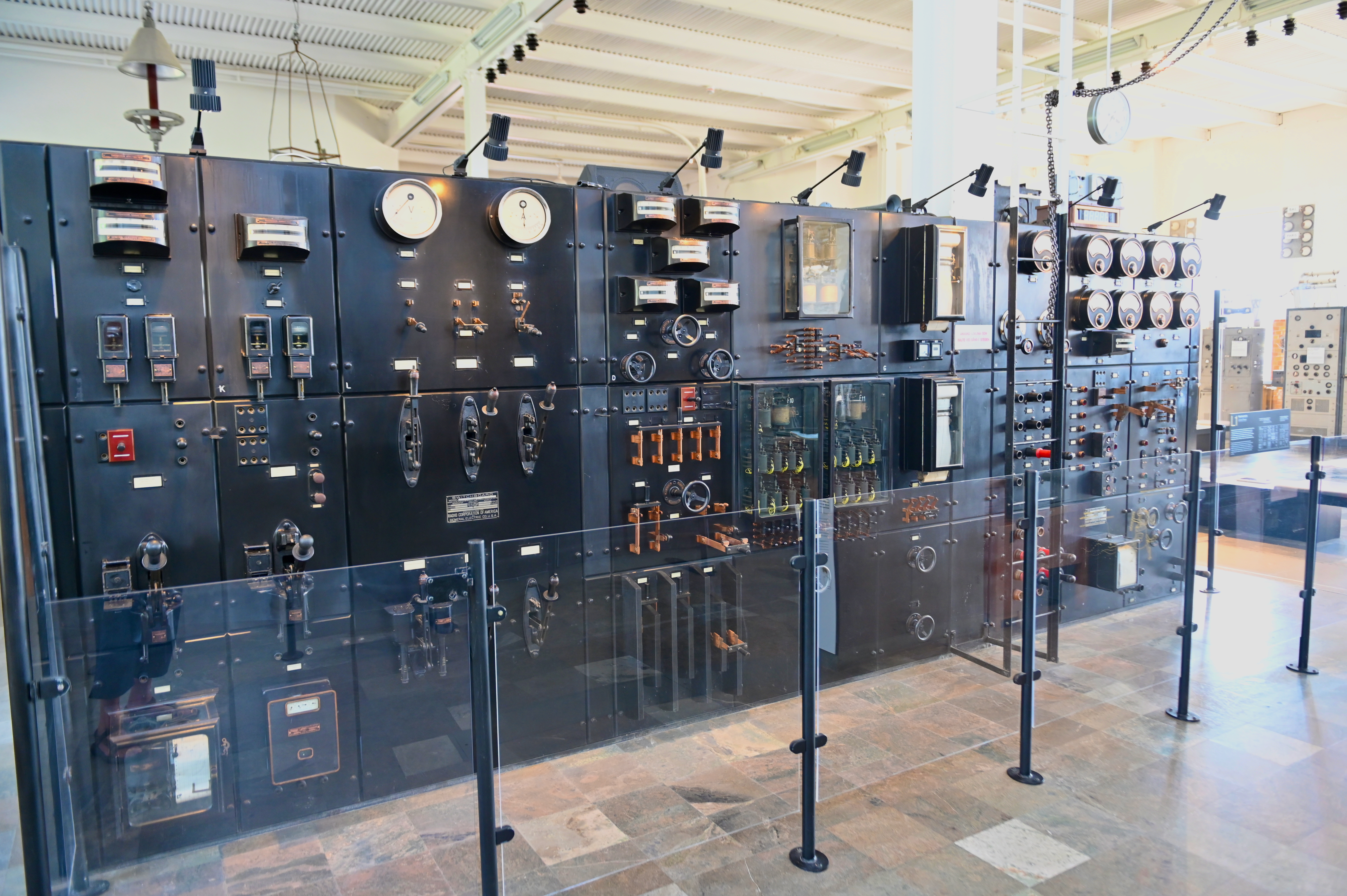
bedieningspaneel van de machinezender
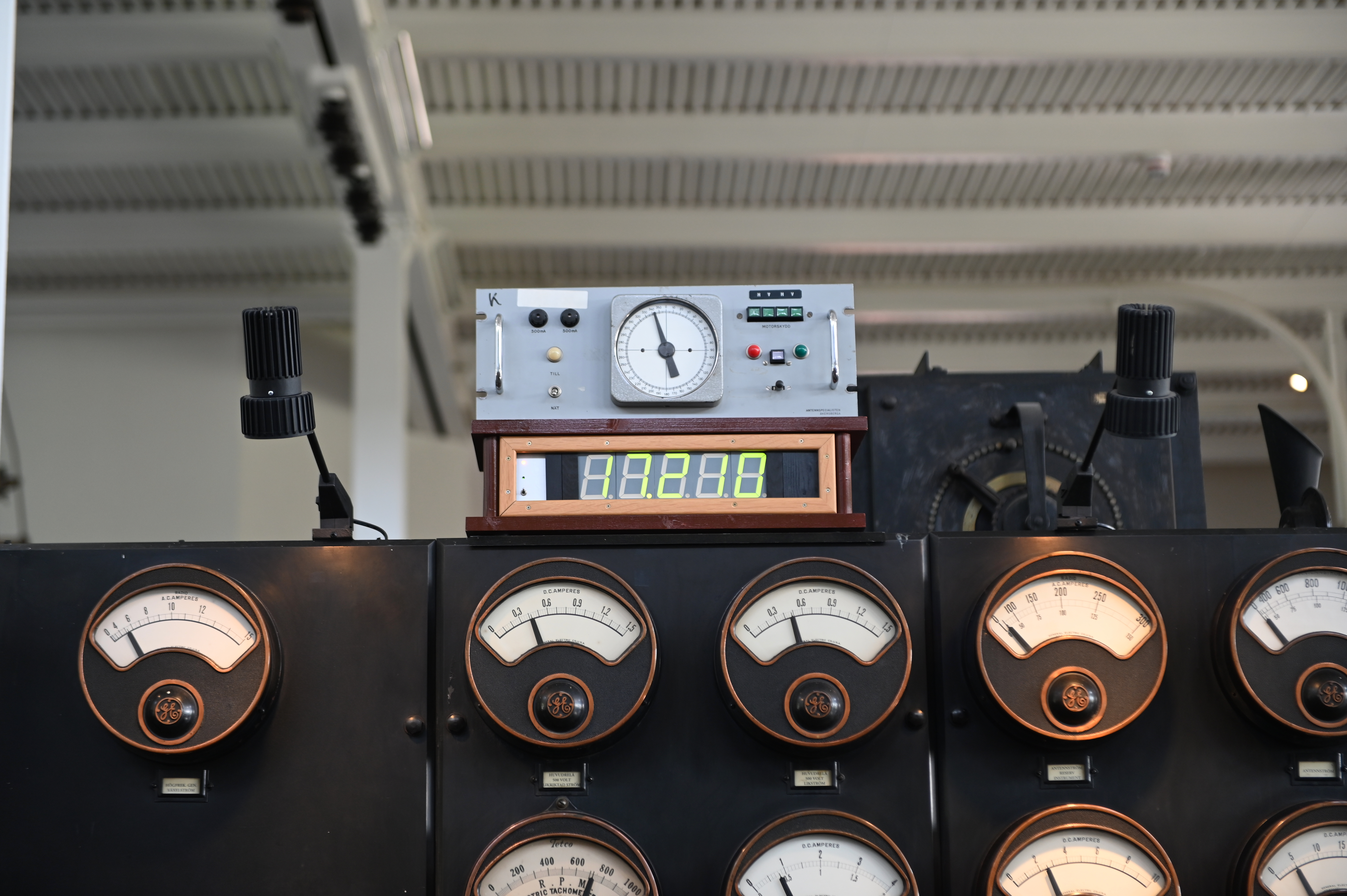
frequentiemeter van de machinezender
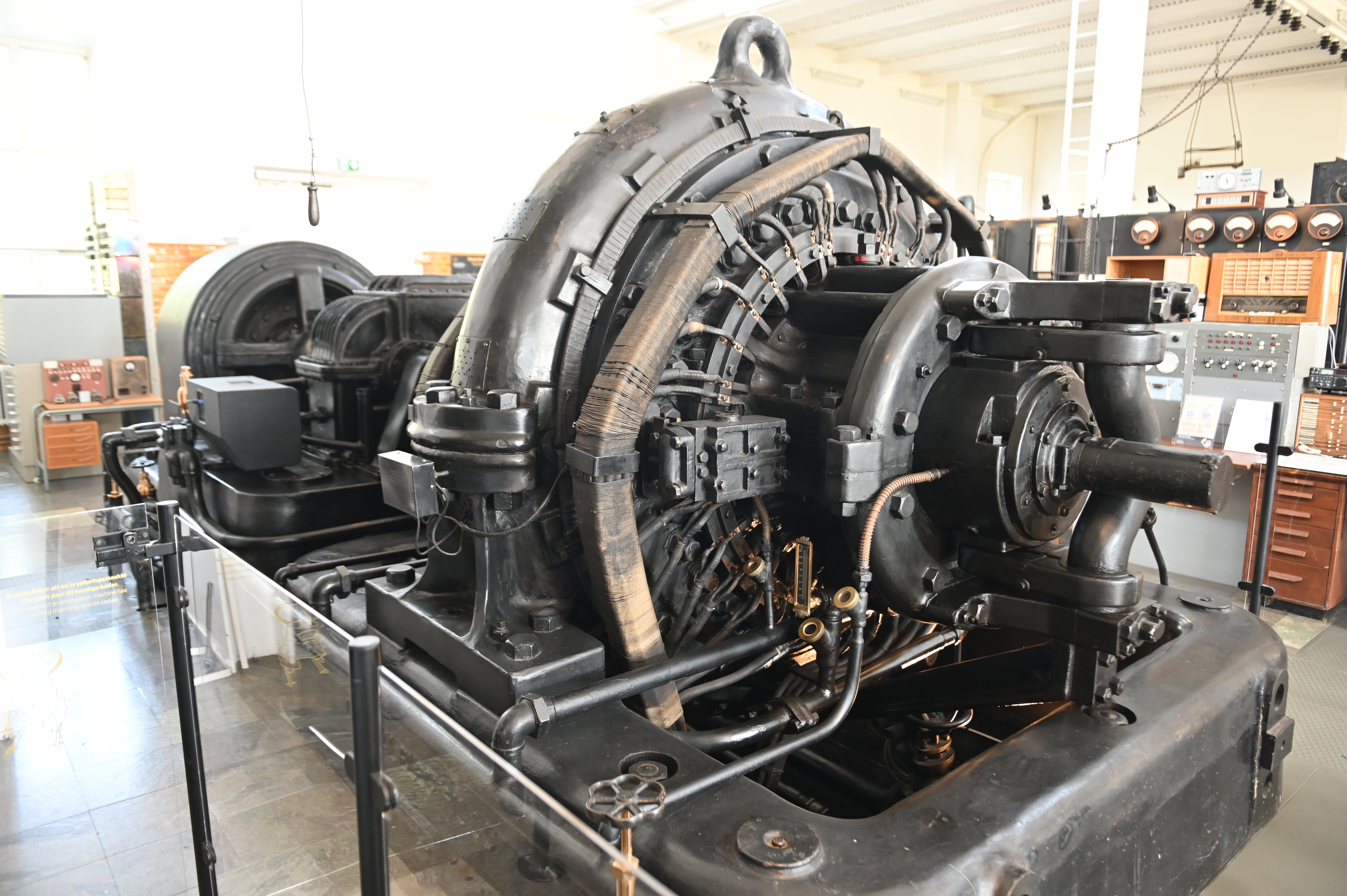
achteraan de inductiemotor en voorop de hoogfrequent generator
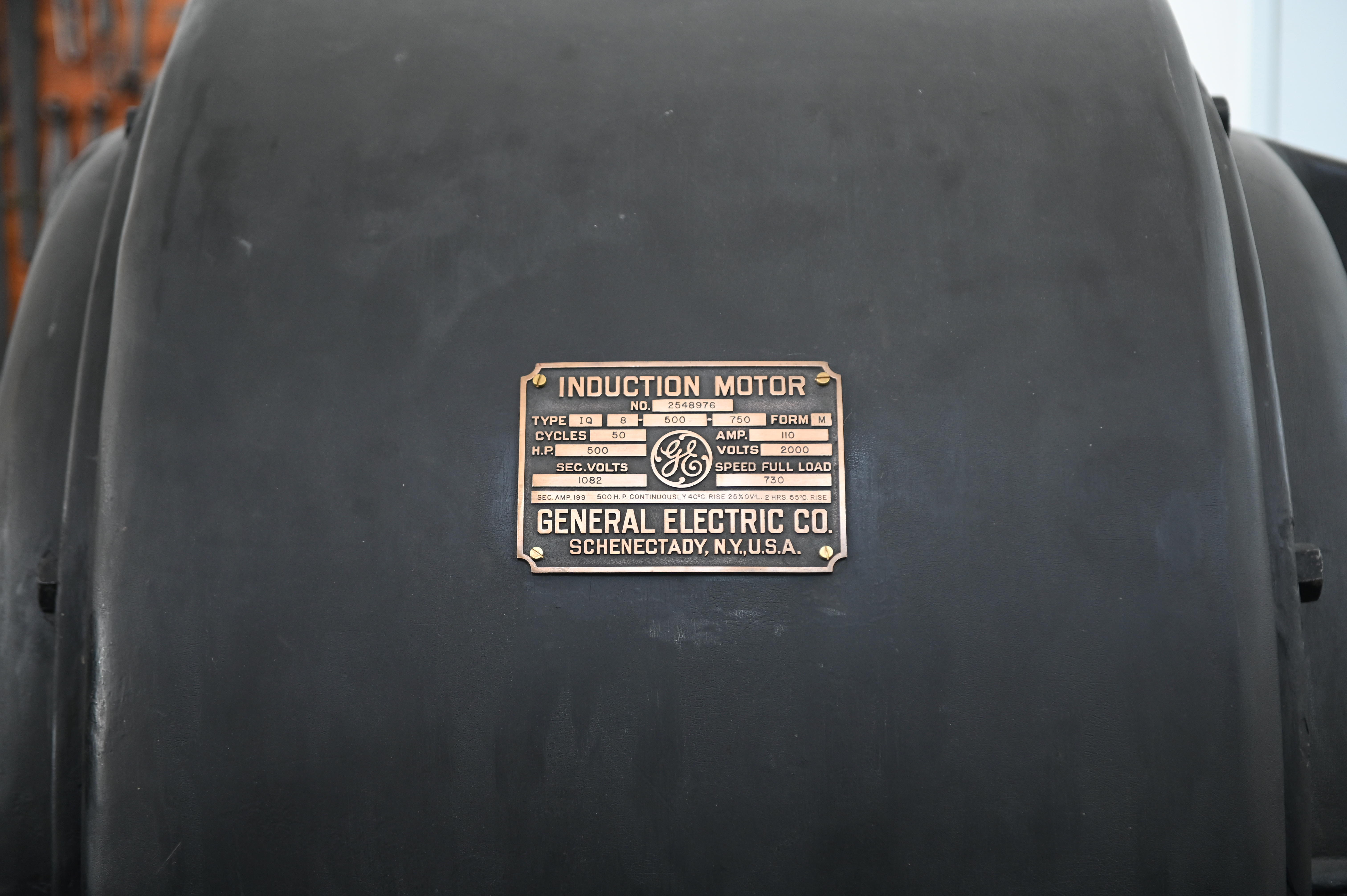
typeplaatje met de technische gegevens

## Documentatie
In het bezoekerscentrum zijn deze twee boekjes verkrijgbaar. Een over het leven en werken van Ernst Alexanderson en een over de bouw en de werking van de machinezender.

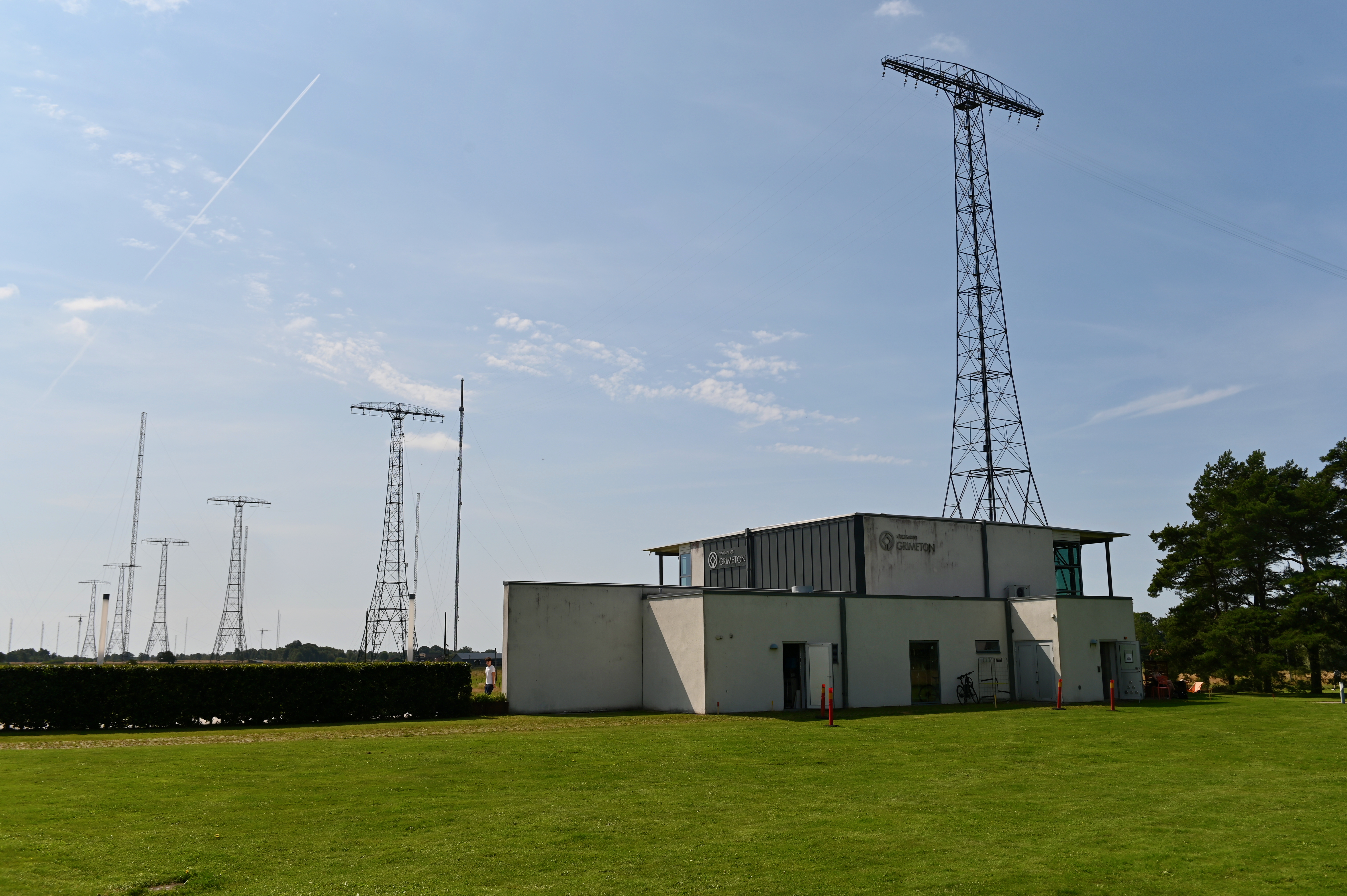
Bezoekerscentrum Radiostation in Grimeton
Het leven en de bijdragen aan de elektrotechniek in de eerste helft van de 20e eeuw
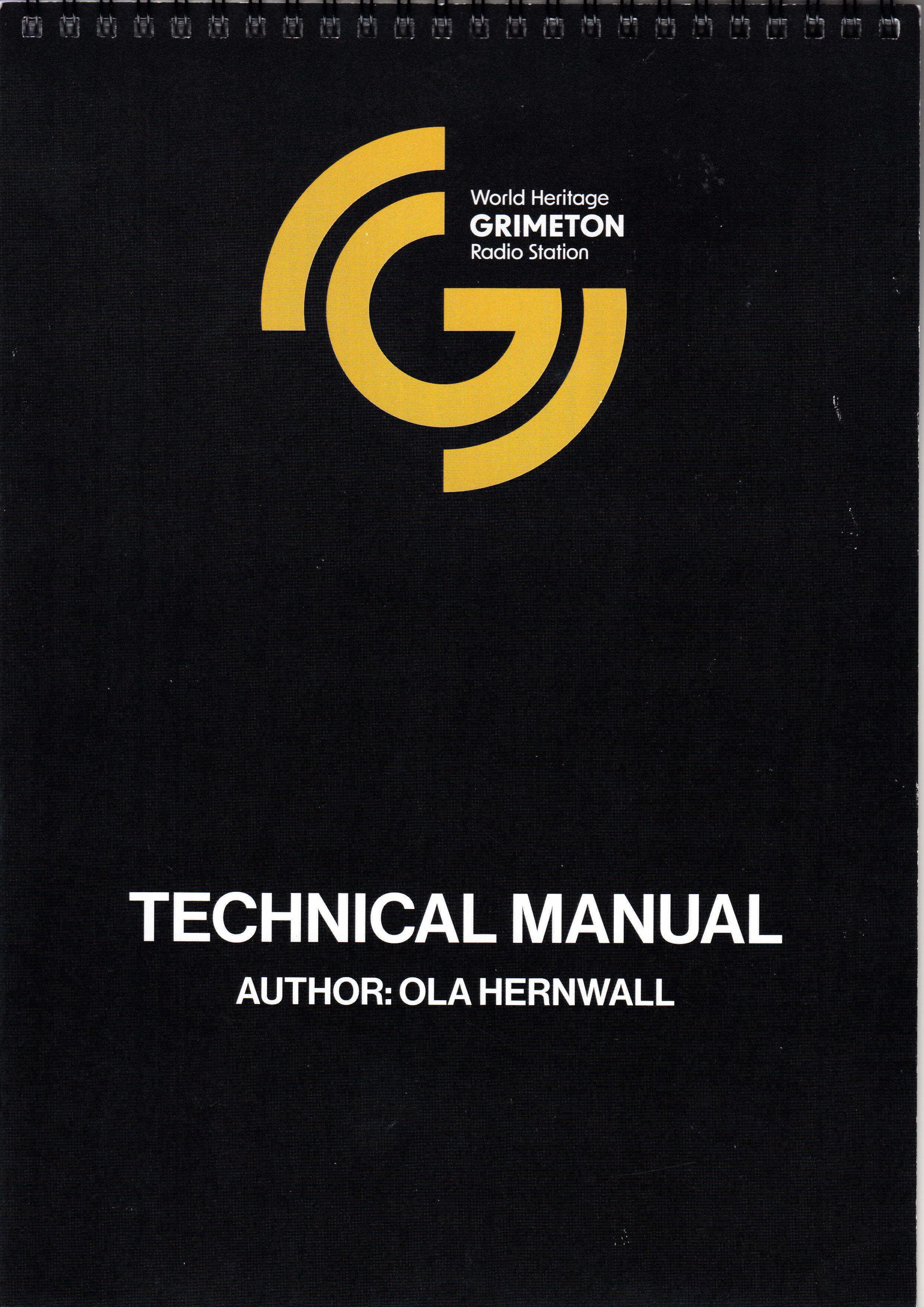
Technische handleiding over de werking van machinezender